# 恭王府
恭王府位於中國北京市西城区前海西街17号，是清朝后期恭亲王奕訢的府邸及花园，现在是全国重点文物保护单位。恭王府花园在20世纪90年代作为旅游景点对外开放，而恭王府主体建筑也在2008年北京奥运会举办时修缮完毕，并向公众开放。
恭王府及花园原是固倫和孝公主在和珅作為二品户部侍郎邸的規制基礎上，花六年增建的公主府，相當於郡王府規制，西路建築是大臣和珅的府邸以一品大員的身份建造。

## 历史
乾隆四十五年（1780年），和珅奉旨修建十公主府，1788年基本建成。
和珅死后，嘉庆四年（1799年）赐庆郡王永璘，为庆王府。道光三十年（1850年），赐恭亲王奕訢，咸丰二年四月二十二日奕訢入住，从此开始称为恭王府。
1920年前后，恭亲王奕訢的孙子溥伟将恭王府和花园抵押给天主教会。1937年，辅仁大学花19万法币买下恭王府。
1950年，北京艺术学院占用王府。1962年、1975年周恩来曾多次嘱咐要将王府对社会开放。但此时中国音乐学院和中国艺术研究院职工宿舍不足，一直占用着王府，还在旁边建起简易建筑。此外，王府后花园先后被公安部宿舍、北京冷风机厂、文艺出版社、红楼梦研究中心、国管局幼儿园占据。王府内还有121户居民。
1979年，遵照周恩来的遗愿，谷牧开始推动王府腾退。1981年，国家机关事务管理局牵头召开搬迁工作会议，发布《关于恭王府住户搬迁情况的报告》，次年文化部、公安部、国家计委、建委、财政部、国管局、宗教局、北京市政府等部门组成恭王府修复委员会。1982年2月，王府列为第二批全国重点文物保护单位。
1982年，公安部宿舍率先从王府搬出。占用恭王府花园大戏楼的北京冷风机厂在1984年10月搬出。1987年，恭王府归文化部管理。1988年恭王府花园对外开放，中国音乐学院从中搬出，1997年12月文化艺术出版社搬出。
2002年12月31日，王府内还剩下最后一个住户，为中国艺术研究院文艺出版社的一个个人承包销售点。该院院长王文章和对方谈到晚上11点，得到同意。2003年1月1日，文化部正式向国务院报告称完搬迁按时完成。
2008年8月20日，修复后的恭王府全部对外开放。
2017年，文化部恭王府博物馆被中国博物馆协会评为第三批国家一级博物馆。

## 建筑
恭王府由府邸和花园两部分组成，南北长约330米，东西宽180余米，占地面积约61120平方米，其中府邸占地32260平方米，花园占地28860平方米。
恭王府王府在南，花园在北，由高高的后罩楼将王府与花园分开。
恭王府分中东西三路，分别由多过四合院组成，后为长160米的二层后罩楼。
恭王府花园也分为三路。中路是西洋门，独乐峰，蝠池，安善堂及左右配殿明道堂，棣华轩，福字碑，邀月台，蝠厅；东路是怡神所垂花门，大戏楼，芭蕉院；西路是湖心亭，澄怀撷秀。此外还有龙王庙、榆关、妙香亭、流杯亭、艺蔬圃。

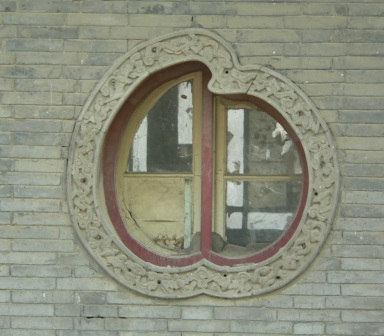
后罩楼的多宝窗
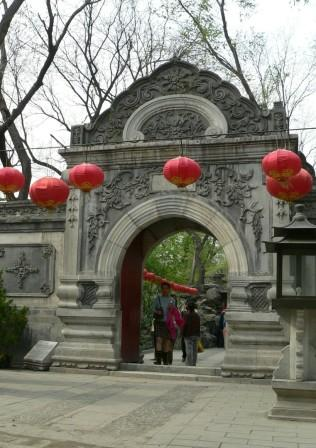
西洋门
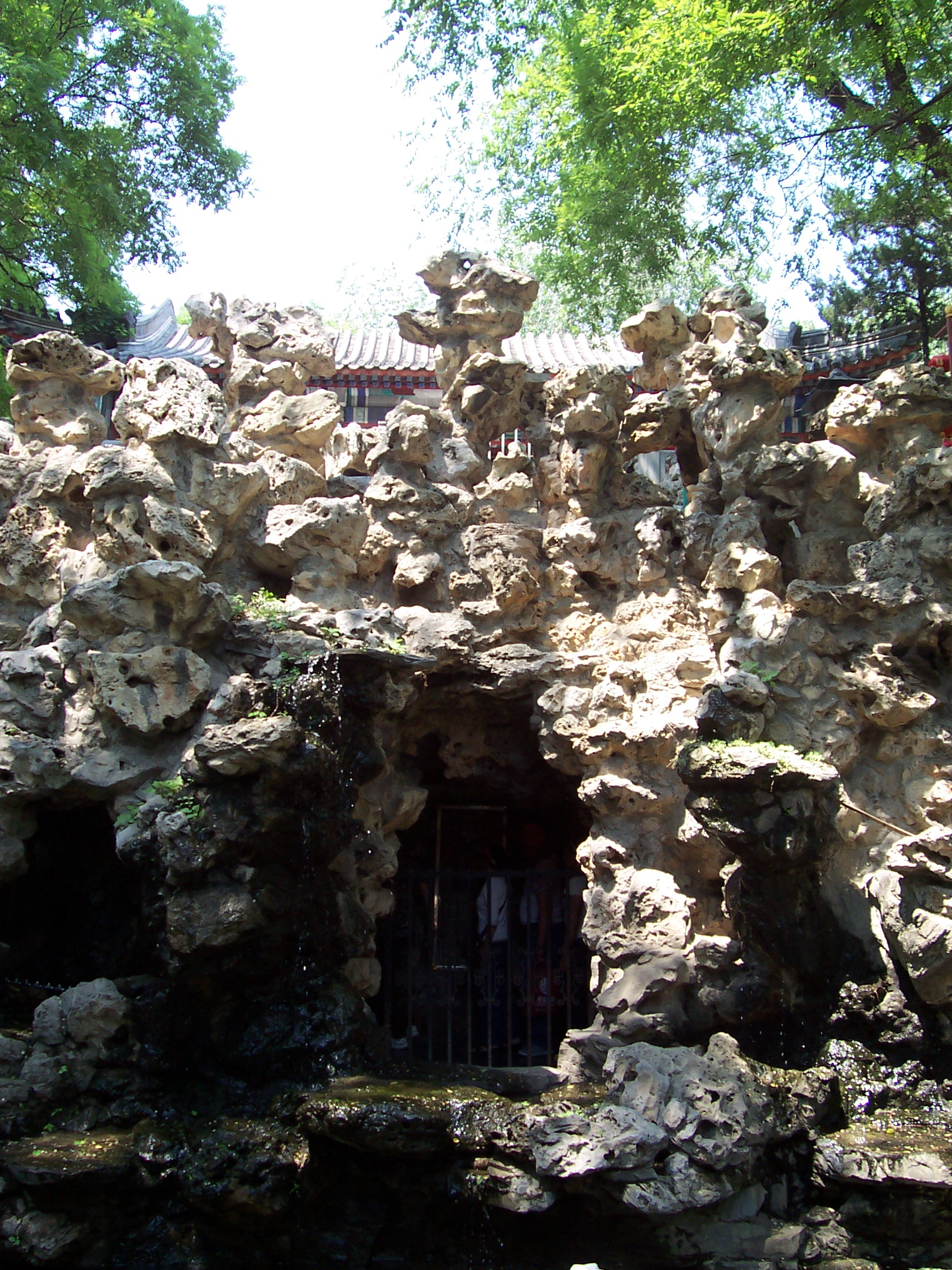
滴翠岩
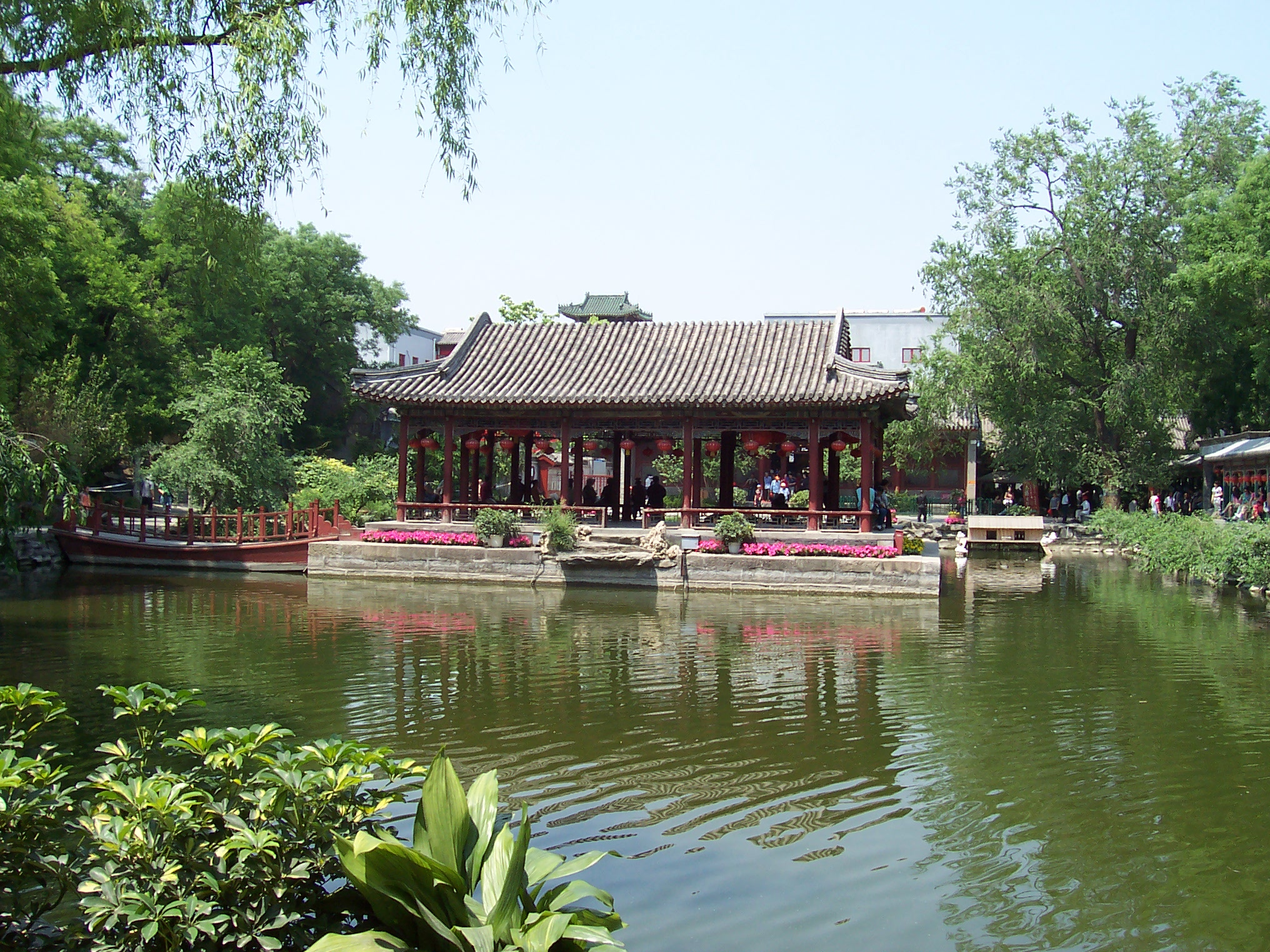
花园
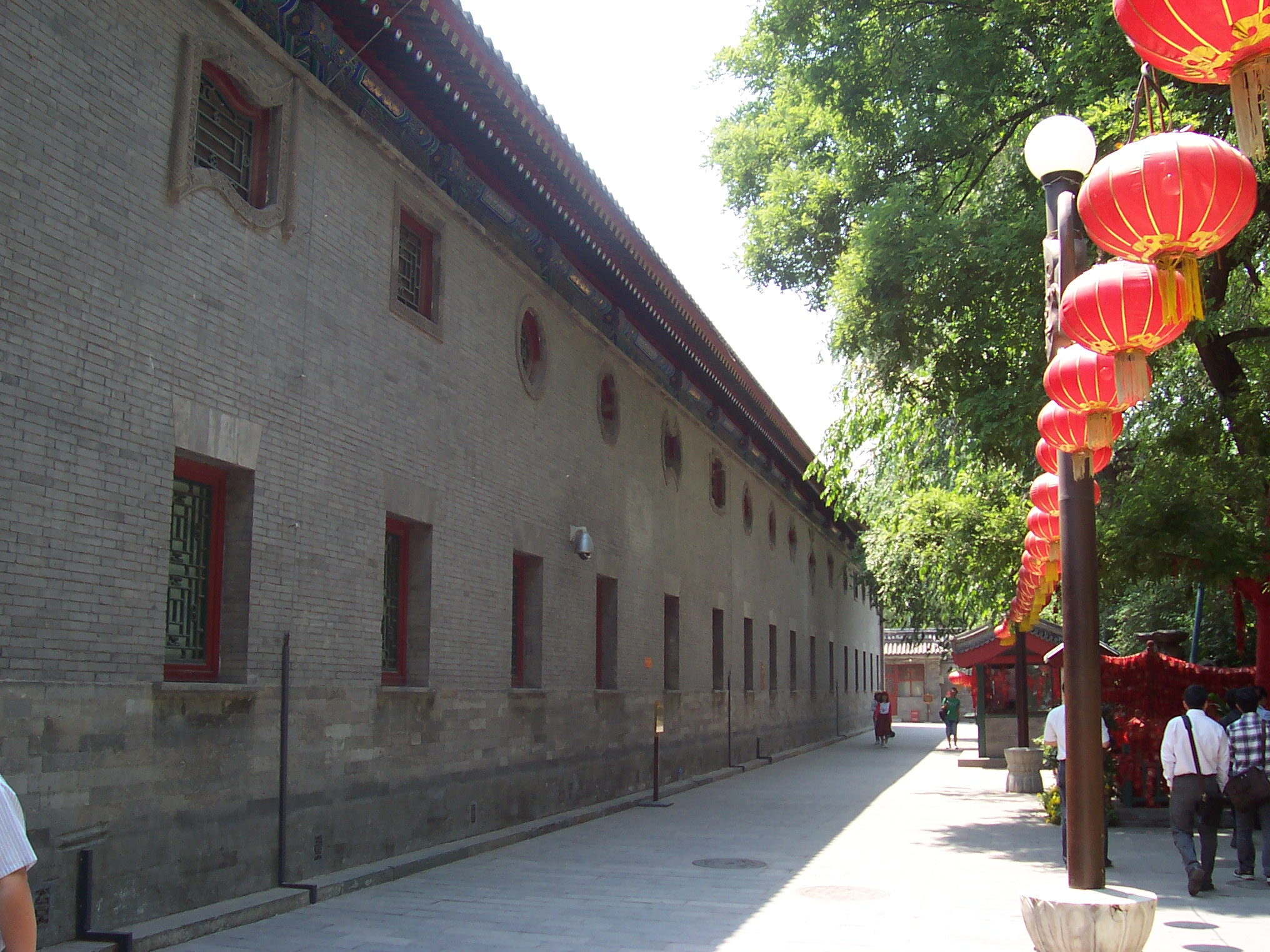
藏宝楼
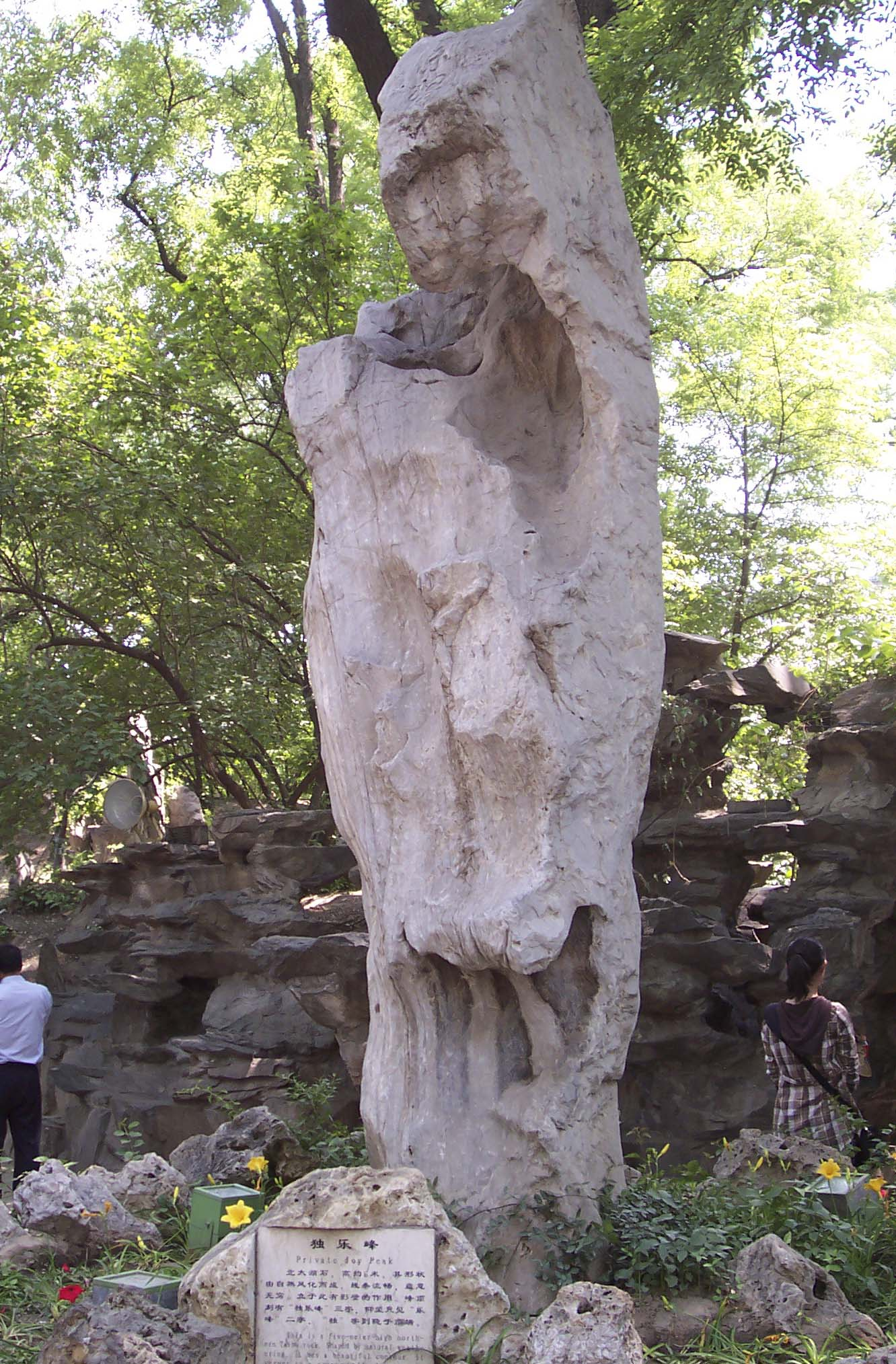
多子多福石雕
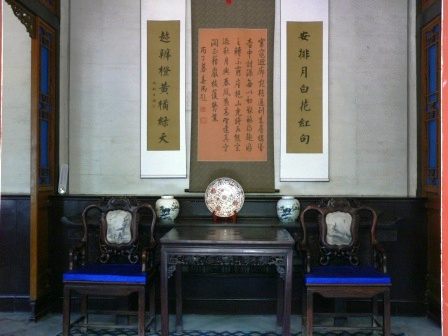
怡神所

## 非遺演出季
每年六月的第二個星期六「文化和自然遺產日」前後，會在大戲樓舉行「非遺演出季」的古琴和崑曲演出，與中國崑劇古琴研究會合辦。